# Perognathus fasciatus
Souris à abajoues des plaines, Souris à abajoues flavescente
Pour les articles homonymes, voir souris (homonymie).
Espèce
Statut de conservation UICN

 LC  : Préoccupation mineure
Perognathus fasciatus est une espèce de petits rongeurs sauteurs nocturnes, une souris à abajoues, de la famille des Heteromyidae qui vit dans les régions arides, au Canada et aux États-Unis. En français elle est appelée Souris à abajoues flavescente ou Souris à abajoues des plaines ou encore Souris aux abajoues des plaines.
Ne mesurant que 10 à 14 cm de longueur, queue comprise, et étant une espèce relativement rare, elle a peu d'impact sur l'environnement et l'économie humaine, à part détruire quelques mauvaises herbes.
Cette espèce a été décrite pour la première fois en 1839 par le prince allemand, naturaliste, ethnologue et explorateur Maximilian zu Wied-Neuwied (1782-1867).

Carte de répartition

## Liste des sous-espèces
Selon Mammal Species of the World (version 3, 2005)  (29 nov. 2012) :
- sous-espèce Perognathus fasciatus callistus
- sous-espèce Perognathus fasciatus fasciatus